# Affinité électronique
Ne doit pas être confondu avec affinité chimique.
L’affinité électronique, parfois notée AE, A ou eA, est la quantité d’énergie dégagée à la suite de la capture d’un électron par un atome isolé,. Plus l'affinité électronique est grande, plus la capture d'un électron par l'atome dégage de l'énergie et plus l'ion négatif résultant est stable. Une affinité électronique négative signifie au contraire qu'il faudrait fournir de l'énergie à l'atome pour lui attacher un électron.
Cette énergie, normalement mesurée en unités de fréquence ou de nombre d'onde et traduite en eV (mais déjà au prix d'une perte de précision) dans les expériences de physique atomique qui en donnent les valeurs les plus précises, est souvent rapportée en kJ/mol dans les ouvrages de chimie. D'un point de vue thermodynamique, l’affinité électronique est la variation d’enthalpie, ΔH, de la réaction de capture d’un électron. Si l’élément capte l’électron et produit un dégagement d’énergie, la réaction est exothermique et ΔH est affecté d’un signe négatif. Toutefois, il existe une convention selon laquelle les valeurs d’affinité électronique sont données en valeur absolue (comme dans le tableau infra). Selon cette convention, plus la valeur d’affinité électronique est grande, plus l’élément est un bon capteur d’électron.
Pour donner du sens à cette grandeur, il ne faut pas perdre de vue que l'atome X et l'ion X - sont supposés isolés, en phase gazeuse. Cette grandeur est donc plus utile dans des cycles théoriques tels que le cycle de Born-Haber, que pour prévoir, expérimentalement, des réactions se déroulant, par exemple, en phase aqueuse.
L'énergie dégagée lors de la capture d'un premier électron par l’élément considéré est nommée première affinité électronique. L'énergie dégagée lors de la capture d'un deuxième électron est nommée deuxième affinité électronique et ainsi de suite.
De façon générale pour un élément X la réaction associée à l'affinité électronique est :
{\displaystyle {\rm {X}}(g)+e^{-}\rightarrow {\rm {X}}^{-}(g)} (1re affinité électronique)
{\displaystyle {\rm {X}}^{-}(g)+e^{-}\rightarrow {\rm {X}}^{2-}(g)} (2e affinité électronique)

## Exemple de l'oxygène
Espèce neutre : {\displaystyle {\rm {O}}(g)+e^{-}\rightarrow {\rm {O}}^{-}(g)}, avec {\displaystyle \Delta H} = −142 kJ/mol.
La valeur de {\displaystyle \Delta H} est négative et la réaction est exothermique. Il est donc favorable pour l’oxygène de capter un électron.
Anion : {\displaystyle {\rm {O}}^{-}(g)+e^{-}\rightarrow {\rm {O}}^{2-}(g)}, avec {\displaystyle \Delta H} = +844 kJ/mol.
La valeur de {\displaystyle \Delta H} est positive et la réaction est endothermique. L’ajout d’un 2e électron n’est pas favorable. La charge négative de l’anion O− crée une répulsion importante rendant difficile la capture du deuxième électron.

## L’affinité électronique dans le tableau périodique
Les halogènes (fluor F, chlore Cl, brome Br, iode I - le groupe 17A), auxquels il ne manque qu'un électron pour adopter la structure électronique du gaz rare le plus proche, ont une grande tendance à capter un électron et former l'anion correspondant (F−, Cl−, Br−, I−). C'est dans cette famille que les éléments ont les plus grandes affinités électroniques car une de leurs orbitales p est presque entièrement remplie ; il ne manque, pour former une couche complète, qu'un électron supplémentaire. La structure ionique résultante est donc très stable et l'affinité électronique importante. La plus grande affinité électronique est celle de l'atome de chlore, qui captant un électron forme l'anion chlorure et fournit dans cette réaction 349 kJ/mol à l'environnement. En revanche dans le cas du fluor la première affinité électronique est inférieure à la valeur prévue[Par qui ?]. Ceci s’explique par la petite taille des orbitales 2p de cet élément qui fait en sorte que les électrons, très rapprochés les uns des autres, subissent d’importantes forces de répulsion entre eux. « Dans les autres halogènes, les orbitales sont plus grandes et par conséquent, les répulsions sont moins fortes».
Les atomes à sous-couches complètes ne peuvent recevoir un électron supplémentaire que sur une nouvelle sous-couche. Une telle réaction serait très endothermique. De fait aucun des atomes de gaz rares ne forme d'ion négatif stable.
Les métaux alcalins (lithium Li, sodium Na, potassium K, rubidium Rb) perdent volontiers un électron pour adopter la structure électronique du gaz rare le plus proche, et se rencontrent donc plus souvent sous forme d'ions positifs que d'ions négatifs. Ils possèdent néanmoins la faculté de former, en complétant leur sous-couche s externe, des ions négatifs stables, avec une affinité électronique faible mais dans tous les cas positive.

## Évolution dans la classification périodique
| H 73  |       |    |       |       |       |       |       |        |        |        |        |        |       |        |        |        |        | He |
| Li 60 | Be    |    |       |       |       |       |       |        |        |        |        |        | B 27  | C 122  | N      | O 141  | F 328  | Ne |
| Na 53 | Mg    |    |       |       |       |       |       |        |        |        |        |        | Al 42 | Si 134 | P 72   | S 200  | Cl 349 | Ar |
| K 48  | Ca 2  |    | Sc 17 | Ti 7  | V 51  | Cr 65 | Mn    | Fe 15  | Co 64  | Ni 112 | Cu 119 | Zn     | Ga 29 | Ge 119 | As 78  | Se 195 | Br 325 | Kr |
| Rb 47 | Sr 5  |    | Y 30  | Zr 42 | Nb 89 | Mo 72 | Tc 53 | Ru 101 | Rh 110 | Pd 54  | Ag 126 | Cd     | In 37 | Sn 107 | Sb 101 | Te 190 | I 295  | Xe |
| Cs 46 | Ba 14 | *  | Lu 23 | Hf 17 | Ta 31 | W 79  | Re 6  | Os 104 | Ir 151 | Pt 205 | Au 223 | Hg     | Tl 31 | Pb 34  | Bi 90  | Po 136 | At 233 | Rn |
| Fr 47 | Ra    | ** | Lr    | Rf    | Db    | Sg    | Bh    | Hs     | Mt     | Ds     | Rg     | Cn     | Nh    | Fl     | Mc     | Lv     | Ts     | Og |
|       |       | ↓  |       |       |       |       |       |        |        |        |        |        |       |        |        |        |        |    |
|       |       | *  | La 54 | Ce 55 | Pr 11 | Nd 9  | Pm    | Sm     | Eu 11  | Gd 20  | Tb 13  | Dy 1,4 | Ho    | Er     | Tm 99  | Yb     |        |    |
|       |       | ** | Ac    | Th 59 | Pa    | U 30  | Np    | Pu     | Am     | Cm     | Bk     | Cf     | Es    | Fm     | Md     | No     |        |    |

| H 0,75  |         |    |         |         |         |         |         |         |         |         |         |         |         |         |         |          |         | He |
| Li 0,62 | Be      |    |         |         |         |         |         |         |         |         |         |         | B 0,28  | C 1,26  | N       | O 1,46   | F 3,4   | Ne |
| Na 0,55 | Mg      |    |         |         |         |         |         |         |         |         |         |         | Al 0,43 | Si 1,39 | P 0,75  | S 2,08   | Cl 3,61 | Ar |
| K 0,5   | Ca 0,02 |    | Sc 0,18 | Ti 0,08 | V 0,53  | Cr 0,68 | Mn      | Fe 0,15 | Co 0,66 | Ni 1,16 | Cu 1,24 | Zn      | Ga 0,3  | Ge 1,23 | As 0,8  | Se 2,02  | Br 3,36 | Kr |
| Rb 0,49 | Sr 0,05 |    | Y 0,31  | Zr 0,43 | Nb 0,92 | Mo 0,75 | Tc 0,55 | Ru 1,05 | Rh 1,14 | Pd 0,56 | Ag 1,3  | Cd      | In 0,38 | Sn 1,11 | Sb 1,05 | Te 1,97  | I 3,06  | Xe |
| Cs 0,47 | Ba 0,14 | *  | Lu 0,24 | Hf 0,18 | Ta 0,32 | W 0,82  | Re 0,06 | Os 1,08 | Ir 1,56 | Pt 2,13 | Au 2,31 | Hg      | Tl 0,32 | Pb 0,36 | Bi 0,94 | Po 1,4   | At 2,42 | Rn |
| Fr 0,49 | Ra 0,1  | ** | Lr      | Rf      | Db      | Sg      | Bh      | Hs      | Mt      | Ds      | Rg      | Cn      | Nh      | Fl      | Mc      | Lv       | Ts      | Og |
|         |         | ↓  |         |         |         |         |         |         |         |         |         |         |         |         |         |          |         |    |
|         |         | *  | La 0,56 | Ce 0,57 | Pr 0,11 | Nd 0,09 | Pm      | Sm      | Eu 0,12 | Gd 0,21 | Tb 0,13 | Dy 0,02 | Ho      | Er      | Tm 1,03 | Yb −0,02 |         |    |
|         |         | ** | Ac 0,35 | Th 0,61 | Pa      | U 0,31  | Np      | Pu      | Am      | Cm      | Bk      | Cf      | Es      | Fm      | Md      | No       |         |    |

## Mesures spectroscopiques des affinités électroniques
† Une étude publiée en 2025 signale que les mesures effectuées par « imagerie de vitesse des électrons lents » (en anglais "slow electron velocity imaging", d'où l'acronyme SEVI) sont systématiquement surestimées, parce qu'on n'a pas tenu compte de ce que le maximum d'intensité pointé pour ces mesures est le maximum voisin d'une caustique, et non un maximum stigmatique (Blondel et Drag 2025). Les valeurs marquées d'un obèle † pourraient en conséquence devoir être révisées à la baisse, d'environ 20 μeV (la valeur exacte dépendant de l'intensité du champ électrique utilisé dans l'expérience, qui, dans les publications de référence, n'est pas précisée).
| Z  | Élément | Nom        | Affinité électronique (eV) | Référence |  |
| -- | ------- | ---------- | -------------------------- | --- |  |
| 1  | 1H      | Hydrogène  | 0,754 195(19)              | Lykke K.R., Murray K.K. & Lineberger W.C., Phys. Rev. A 43, 6104 (1991)                                                       |  |
| 1  | 2D      | Deutérium  | 0,754 67(4)                | Beyer M. & Merkt F. J. Chem. Phys. 149, 031102 (2018) DOI 10.1063/1.5043186                                                   |  |
| 3  | Li      | Lithium    | 0,618 049(22)              | Haeffler G., Hanstorp D., Kiyan I., Klinkmüller A.E., Ljungblad U. & Pegg D.J., Phys. Rev. A 53, 4127 (1996)                  |  |
| 5  | B       | Bore       | 0,279 723(25)              | Scheer M., Bilodeau R.C. & Haugen H.K., Phys. Rev. Lett. 80, 2562 (1998)                                                      |  |
| 6  | 12C     | Carbone    | 1,262 122 6(11)            | Bresteau D., Drag C. & Blondel C., Phys. Rev. A 93, 013414 (2016)                                                             |  |
| 6  | 13C     | Carbone    | 1,262 113 6(12)            | Bresteau D., Drag C. & Blondel C., Phys. Rev. A 93, 013414 (2016)                                                             |  |
| 8  | 16O     | Oxygène    | 1,461 112 97(9)            | Kristiansson, M.K. et al., Nature Communications 13, 5906 (2022)                                                              |  |
| 8  | 17O     | Oxygène    | 1,461 108(4)               | Blondel C., Delsart C., Valli C., Yiou S., Godefroid M.R. & Van Eck S., Phys. Rev. A 64, 052504 (2001)                        |  |
| 8  | 18O     | Oxygène    | 1,461 105(3)               | Blondel C., Delsart C., Valli C., Yiou S., Godefroid M.R. & Van Eck S., Phys. Rev. A 64, 052504 (2001)                        |  |
| 9  | F       | Fluor      | 3,401 189 8(24)            | Blondel C., Delsart C. & Goldfarb F., J. Phys. B: At. Mol. Opt. Phys. 34, L281 and 2757 (2001)                                |  |
| 11 | Na      | Sodium     | 0,547 926(25)              | Hotop H. & Lineberger W.C., J. Phys. Chem. Ref. Data 14, 731 (1985)                                                           |  |
| 13 | Al      | Aluminium  | 0,432 83(5)                | Scheer M., Bilodeau R.C., Thøgersen J. & Haugen H.K., Phys. Rev. A 57, R1493 (1998)                                           |  |
| 14 | Si      | Silicium   | 1,389 521 2(8)             | Chaibi W., Peláez R.J., Blondel C., Drag C. & Delsart C., Eur. Phys. J. D 58, 29 (2010)                                       |  |
| 15 | P       | Phosphore  | 0,746 609(11)              | Peláez R.J., Blondel C., Vandevraye M., Drag C. & Delsart C., J. Phys. B: At. Mol. Opt. Phys. 44, 195009 (2011)               |  |
| 16 | 32S     | Soufre     | 2,077 104 2(6)             | Chaibi W., Peláez R.J., Blondel C., Drag C. & Delsart C., Eur. Phys. J. D 58, 29 (2010)                                       |  |
| 16 | 34S     | Soufre     | 2,077 104 5(12)            | Carette T., Drag C., Scharf O., Blondel C., Delsart C., Froese Fischer C. & Godefroid M., Phys. Rev. A 81, 042522 (2010)      |  |
| 17 | Cl      | Chlore     | 3,612 725(28)              | Berzinsh U., Gustafsson M., Hanstorp D., Klinkmüller A., Ljungblad U. & Martensson-Pendrill A.M., Phys. Rev. A 51, 231 (1995) |  |
| 19 | K       | Potassium  | 0,501 459(13)              | Andersson K.T., Sandström J., Kiyan I.Y., Hanstorp D. & Pegg D.J., Phys. Rev. A 62, 22503 (2000)                              |  |
| 20 | Ca      | Calcium    | 0,024 55(10)               | Petrunin V.V., Andersen H.H., Balling P. & Andersen T., Phys. Rev. Lett. 76, 744 (1996)                                       |  |
| 21 | Sc      | Scandium   | 0,179380(23)†              | Ning et Lu 2022 |  |
| 22 | Ti      | Titane     | 0,075 54(5)†               | Tang R., Fu X. & Ning C., J. Chem. Phys. 149, 134304 (2018)                                                                   |  |
| 23 | V       | Vanadium   | 0,527 66(20)†              | Fu X., Luo Z., Chen X., Li J. & Ning C., J. Chem. Phys. 145, 164307 (2016)                                                    |  |
| 24 | Cr      | Chrome     | 0,675 928(27)†             | Ning et Lu 2022 |  |
| 26 | Fe      | Fer        | 0,153 236(34)†             | Chen X., Luo Z., Li J. & Ning C., Sci. Rep. 6, 24996 (2016)                                                                   |  |
| 27 | Co      | Cobalt     | 0,662 255(47)†             | Ning et Lu 2022 |  |
| 28 | Ni      | Nickel     | 1,157 16(12)†              | Scheer M., Brodie C.A., Bilodeau R.C. & Haugen H.K., Phys. Rev. A 58, 2051 (1998)                                             |  |
| 29 | Cu      | Cuivre     | 1,235 78(4)                | Bilodeau R.C., Scheer M. & Haugen H.K., J. Phys. B: At. Mol. Opt. Phys. 31, 3885 (1998)                                       |  |
| 31 | Ga      | Gallium    | 0,301 166(15)†             | Tang, R., Fu, X., Lu, Y. & Ning, C., J. Chem. Phys. 152, 114303 (2020)                                                        |  |
| 32 | Ge      | Germanium  | 1,232 676 4(13)            | Bresteau D., Babilotte Ph., Drag C. & Blondel C., J. Phys. B: At. Mol. Opt. Phys. 48, 125001 (2015)                           |  |
| 33 | 75As    | Arsenic    | 0,804 486(3)               | Blondel et Drag 2025 |  |
| 34 | Se      | Sélénium   | 2,020 604 7(12)            | Vandevraye M., Drag C. & Blondel C., Phys. Rev. A 85, 015401 (2012)                                                           |  |
| 35 | Br      | Brome      | 3,363 588(3)               | Blondel C., Cacciani P., Delsart C. & Trainham R., Phys. Rev. A 40, 3698 (1989)                                               |  |
| 37 | Rb      | Rubidium   | 0,485 916(21)              | Frey P., Breyer F. & Hotop H., J. Phys. B: At. Mol. Phys. 11, L589 (1978)                                                     |  |
| 38 | Sr      | Strontium  | 0,052 06(6)                | Andersen H.H., Petrunin V.V., Kristensen P. & Andersen T., Phys. Rev. A 55, 3247 (1997)                                       |  |
| 39 | Y       | Yttrium    | 0,311 29(22)†              | Ning et Lu 2022 |  |
| 40 | Zr      | Zirconium  | 0,433 28(9)†               | Fu X., Li J., Luo Z., Chen X. & Ning C., J. Chem. Phys. 147, 064306 (2017)                                                    |  |
| 41 | Nb      | Niobium    | 0,917 40(7)†               | Luo Z., Chen X., Li J. & Ning C., Phys. Rev. A 93, 020501 (2016)                                                              |  |
| 42 | Mo      | Molybdène  | 0,747 23(8)†               | Ning et Lu 2022 |  |
| 44 | Ru      | Ruthénium  | 1,046 27(2)†               | Ning et Lu 2022 |  |
| 45 | Rh      | Rhodium    | 1,142 89(20)               | Scheer M., Brodie C.A., Bilodeau R.C. & Haugen H.K., Phys. Rev. A 58, 2051 (1998)                                             |  |
| 46 | Pd      | Palladium  | 0,562 14(12)               | Scheer M., Brodie C.A., Bilodeau R.C. & Haugen H.K., Phys. Rev. A 58, 2051 (1998)                                             |  |
| 47 | Ag      | Argent     | 1,304 47(3)                | Bilodeau R.C., Scheer M. & Haugen H.K., J. Phys. B: At. Mol. Opt. Phys. 31, 3885 (1998)                                       |  |
| 49 | In      | Indium     | 0,383 92(6)                | Walter C.W., Gibson N.D., Carman D.J., Li Y.-G. & Matyas D.J., Phys. Rev. A 82, 032507 (2010)                                 |  |
| 50 | Sn      | Étain      | 1,112 070(2)               | Vandevraye M., Drag C. & Blondel C., J. Phys. B: At. Mol. Opt. Phys. 46, 125002 (2013)                                        |  |
| 51 | Sb      | Antimoine  | 1,047 401(19)              | Scheer M., Haugen H.K. & Beck D.R., Phys. Rev. Lett. 79, 4104 (1997)                                                          |  |
| 52 | Te      | Tellure    | 1,970 875(7)               | Haeffler G., Klinkmüller A.E., Rangell J., Berzinsh U. & Hanstorp D., Z. Phys. D 38, 211 (1996)                               |  |
| 53 | 127I    | Iode       | 3,059 046 5(37)            | Peláez et al. 2009 |  |
| 53 | 128I    | Iode       | 3,059 052(38)              | Rothe S. et al., J. Phys. G: Nucl. Part. Phys. 44, 104003 (2017)                                                              |  |
| 55 | Cs      | Césium     | 0,471 630(25)              | Hotop H. & Lineberger W.C., J. Phys. Chem. Ref. Data 14, 731 (1985)                                                           |  |
| 56 | Ba      | Baryum     | 0,144 62(6)                | Petrunin V.V., Voldstad J.D., Balling P., Kristensen P., Andersen T. & Haugen H.K., Phys. Rev. Lett. 75, 1911 (1995)          |  |
| 57 | La      | Lanthane   | 0,557 546(20)†             | Blondel C., Phys. Rev. A 101, 016501 (2020)                                                                                   |  |
| 58 | Ce      | Cérium     | 0,600 160(27)†             | Fu, X. X., Tang, R. L., Lu, Y. Z., & Ning, C. G., Chin. Phys. B 29, 073201 (2020).                                            |  |
| 59 | Pr      | Praséodyme | 0,109 23(46)†              | Fu X., Lu Y., Tang R. & Nang C., Phys. Rev. A 101, 022502 (2020)                                                              |  |
| 60 | Nd      | Néodyme    | 0,097 49(33)†              | Fu X., Lu Y., Tang R. & Nang C., Phys. Rev. A 101, 022502 (2020)                                                              |  |
| 63 | Eu      | Europium   | 0,116(13)                  | Cheng S.-B. & Castleman A.W. Jr , Sci. Rep. 5, 12414 (2015)                                                                   |  |
| 64 | Gd      | Gadolinium | 0,212(30)†                 | Ning et Lu 2022 |  |
| 65 | Tb      | Terbium    | 0,131 31(80)†              | Fu X., Lu Y., Tang R. & Nang C., Phys. Rev. A 101, 022502 (2020)                                                              |  |
| 66 | Dy      | Dysprosium | 0.015(3)                   | Nadeau M.-J., Garwan M.A., Zhao X.-L. & Litherland A.E., Nucl. Instrum. Meth. B 123, 521 (1997)                               |  |
| 69 | Tm      | Thulium    | 1,029(22)                  | Davis V.T. & Thompson J.S., Phys. Rev. A 65, 010501 (2001)                                                                    |  |
| 71 | Lu      | Lutécium   | 0,2388(7)†                 | Fu X., Tang R., Lu Y. & Ning C., Chinese J. Chem. Phys. 32, 187 (2019)                                                        |  |
| 72 | Hf      | Hafnium    | 0,1780(7)†                 | Tang R., Chen X., Fu X., Wang H. & Ning C., Phys. Rev. A 98, 020501(R) (2018)                                                 |  |
| 73 | Ta      | Tantale    | 0,328 859(23)†             | Ning et Lu 2022 |  |
| 74 | W       | Tungstène  | 0,816 500(82)†             | Ning et Lu 2022 |  |
| 75 | Re      | Rhénium    | 0,060 396(64)†             | Chen, X., & Ning, C., J. Phys. Chem. Lett. 8, 2735 (2017)                                                                     |  |
| 76 | Os      | Osmium     | 1,077 661(24)†             | Ning et Lu 2022 |  |
| 77 | Ir      | Iridium    | 1,564 057(12)†             | Lu Y., Zhao J., Tang R., Fu X. & Ning C., J. Chem. Phys. 152, 034302 (2020)                                                   |  |
| 78 | Pt      | Platine    | 2,125 10(5)                | Bilodeau R.C., Scheer M., Haugen H.K. & Brooks R.L., Phys. Rev. A 61, 012505 (1999)                                           |  |
| 79 | Au      | Or         | 2,308 610(25)              | Andersen T., Haugen H.K. & Hotop H., J. Phys. Chem. Ref. Data 28, 1511 (1999)                                                 |  |
| 81 | Tl      | Thallium   | 0,320 053(19)              | Walter C.W., Gibson N.D. & Spielman S.E., Phys. Rev. A 101, 052511 (2020)                                                     |  |
| 82 | Pb      | Plomb      | 0,356 721(2)               | Bresteau D., Drag C. & Blondel C., J. Phys. B: At. Mol. Opt. Phys. 52, 065001 (2019)                                          |  |
| 83 | Bi      | Bismuth    | 0,942 362(13)              | Bilodeau R.C. & Haugen H.K., Phys. Rev. A 64, 024501 (2001)                                                                   |  |
| 84 | Po      | Polonium   | 1,405(61) (théorique)      | Li, Zhao, Andersson, Zhang & Chen, J. Phys. B: At. Mol. Opt. Phys. 45, 165004 (2012)                                          |  |
| 85 | At      | Astate     | 2,415 78(7)                | Leimbach D. et al., Nat. Commun. 11, 3824 (2020)                                                                              |  |
| 87 | Fr      | Francium   | 0,491(5) (théorique)       | Landau A., Eliav E., Ishikawa Y. & Kaldor U., J. Chem. Phys. 115, 2389 (2001)                                                 |  |
| 90 | Th      | Thorium    | 0,607 69(6)†               | Tang R., Si R., Fei Z., Fu X., Lu Y., Brage T., Liu H., Chen C. & Ning C., Phys. Rev. Lett. 123, 203002 (2019)                |  |
| 92 | U       | Uranium    | 0,314 97(9)†               | Tang R., Lu Y., Liu H. & Ning C., Phys. Rev. A 103, L050801 (2021)                                                            |  |

### Atomes particuliers
- (en) R.J. Peláez, C. Blondel, C. Delsart et C. Drag, « Pulsed photodetachment microscopy and the electron affinity of iodine », J. Phys. B: At. Mol. Opt. Phys., vol. 42,‎ 2009, p. 125001 (DOI 10.1088/0953-4075/42/12/125001).